# Hrvatski ragbijski kup 2015.
Kup Hrvatske u ragbiju za 2015. godinu je osvojila Mladost iz Zagreba.

## Rezultati

### Osmina završnice
| datum              | klub1             | rez.    | klub2          |
| ------------------ | ----------------- | ------- | -------------- |
| 21. studenog 2015. | Zagreb            | 29:12   | Rijeka         |
| 21. studenog 2015. | Lokomotiva Zagreb | 0:20 bb | Mladost Zagreb |

### Četvrtzavršnica
| datum              | klub1             | rez.    | klub2  |
| ------------------ | ----------------- | ------- | ------ |
| 28. studenog 2015. | Mladost Zagreb    | 39:5    | Zagreb |
| 28. studenog 2015. | Makarska Rivijera | 20:0 bb | Ploče  |

### Poluzavršnica
| datum             | klub1          | rez.    | klub2             |
| ----------------- | -------------- | ------- | ----------------- |
| 5. prosinca 2015. | Sinj           | 0:24    | Nada Split        |
| 5. prosinca 2015. | Mladost Zagreb | 20:0 bb | Makarska Rivijera |

### Završnica
| datum              | klub1          | rez. | klub2      |
| ------------------ | -------------- | ---- | ---------- |
| 12. prosinca 2015. | Mladost Zagreb | 12:6 | Nada Split |